# Walter Henneberger
Walter Henneberger (19 de maig de 1883, Ennenda – 15 de gener de 1969, Zúric) fou un jugador d'escacs suís.

## Resultats destacats en competició
Fou Campió suís en quatre ocasions, els anys 1904, 1906 (ex aequo), 1911 (ex aequo), i 1912.
Fou 16è al Campionat del món d'escacs d'aficionats de La Haia 1928, un torneig que guanyà Max Euwe. Fou 6è a Winterthur 1931 (Campionat suís, guanyat per Aron Nimzowitsch fora de concurs).
Fou 9è a Berna 1932 (campió: Aleksandr Alekhin), fou 10è a Zuric 1934 (campió: Alekhin), fou 11è a Bad Liebenwerda 1934 (campió: Salo Flohr), i empatà als llocs 5è a 8è a Luzern 1950 (Campionat suís, el campió fou Hans Johner).
Pel que fa a competicions per equips, va representar Suïssa en matxs amistosos contra Iugoslàvia (1949), Bèlgica (1950), i la RFA (1952).